# ميخائيل سيلفا
ميخائيل سيلفا (بالإسبانية: Michael Silva)‏ (12 مارس 1988 بفالبارايسو في تشيلي - ) هو مدرب كرة قدم ولاعب كرة قدم تشيلي في مركز الوسط. شارك مع منتخب تشيلي تحت 20 سنة لكرة القدم. أما مع النوادي، فقد لعب مع سانتياغو واندررز وكلوب ليون وطوروس نيزا وديبورتيس أنتوفاغاستا وProvincial Osorno ‏ ونادي كوبريلوا ويونيون لا كاليرا.

## وصلات خارجية
- ميخائيل سيلفا على موقع قاعدة بيانات كرة القدم.إي يو (الإنجليزية)
- ميخائيل سيلفا على موقع Soccerway.com (الإنجليزية)
- ميخائيل سيلفا على موقع عالم كرة القدم.نت (الإنجليزية)
- ميخائيل سيلفا على موقع AS.com (الإسبانية)